# Борис Николов
Борис Йорданов Николов е български журналист на свободна практика и историк, автор на редица трудове за борбите на българите в Македония и Тракия за национално освобождение и обединение.

## Биография
Роден е през 1941 година в град Сливен. Завършва гимназия в Стара Загора през 1960 година, а след това следва българска филология в Софийския държавен университет и завършва през 1971 година. Работи в „Кинефикация“ и като журналист на свободна практика. Жени се за Йорданка Николова, внучка на революционера от ВМОРО Стерио Велев – Самарджията. Умира на 19 февруари 2007 година в София.

## Творчество
- Николов, Борис Й. ВМОРО: Псевдоними и шифри 1893-1934.   София, Издателство „Звезди“, 1999. ISBN 954-9514-17.
- „Неизвестни спомени за Априлското въстание 1876 г.“, (2000)
- Николов, Борис Й. Вътрешна македоно-одринска революционна организация: Войводи и ръководители (1893-1934): Биографично-библиографски справочник.   София, Издателство „Звезди“, 2001. ISBN 954-9514-28-5.
- Николов, Борис. Борбите в Македония. Спомени на отец Герасим, Георги Райков, Дельо Марковски, Илия Докторов, Васил Драгомиров.   София, Звезди, 2005. ISBN 954-9514-56-0.
- Николов, Борис Й. Вътрешна македоно-одринска революционна организация : Войводи и ръководители (1893-1934) : Биографично-библиографски справочник. София, Издателство „Тип-топ прес“, 2022. (второ коригирано и допълнено издание)

### В съавторство
- „Иван Гарванов Венча се за Македония“, (1995)
- „Искри от жертвената клада на Македония и Тракия“, (1996)
- „Спомени на Владимир Карамфилов за просветното дело и революционните борби в гр. Прилеп“ (2005)